# Ezzo de Lotaringia
Ezzo (h. 955-21 de marzo de 1034), a veces llamado Ehrenfried, un miembro de la dinastía ezónida, fue el conde palatino de Lotaringia desde 1015 hasta su muerte. Como cuñado del emperador Otón III, padre de la reina Riquilda de Polonia y otros diversos hijos ilustres, era una de las figuras más importantes de la historia renana de su época.

## Biografía
Ezzo era el hijo del conde palatino lotaringio Germán I (m. 996) y su esposa Heylwig de Dillingen. Fue enviado de niño para ser educado por el obispo Ulrico de Augsburgo (episcopado 923–973), un pariente de su madre. Nada se sabe de su juventud.
Habiéndose casado con Matilde de Alemania (m. 1025), una hija del emperador Otón II y su consorte Teófano, Ezzo destacó durante el reinado de su cuñado, el emperador Otón III. El matrimonio fue expresamente aprobado por la emperatriz viuda Teófano, probablemente para atraer a la poderosa familia de Ezzo al trono. Matilde recibió dote de las tierras otonianas en Turingia y en el ducado de Franconia (Orlamünde y territorios en Franconia oriental de Coburgo y Salz), mientras su esposo le dio como dote la propiedad familiar de Brauweiler cerca de Colonia. 
A la muerte de su padre en 996, la propiedad alodial rica de Germán fue compartida por sus hijos. Ezzo recibió tierras en Cochem a orillas del río Mosela, en Maifeld, el Flamersheimer Wald y fincas alrededor del castillo de Tomburg cerca de Rheinbach, así como la mitad del usufructo de Villewaldin. Alrededor de la misma época, debe haber recibido el Palatinado y derechos condales previos, pues se le llama conde en el Auelgau en 1015 y como conde palatino en el Bonngau en 1020. También recibió el condado de Ruhrgau con la tutela de la abadía de Essen.
Candidato al trono imperial sin éxito a la muerte del emperador Otón III en 1002, su relación con el nuevo rey otoniano Enrique II fue inmediatamente muy tensa. Enrique disputó la propiedad de Ezzo sobre los territorios, que defendió como herencia de su mujer del difunto Otón III. El conflicto se arrastró a lo largo de los años y alcanzó su cumbre en 1011. Enfrentándose a desórdenes en Lotaringia, y necesitando el apoyo militar de Ezzo, Enrique se vio obligado a llegar a un acuerdo. La victoria de Ezzo llevó al rey a hacer concesiones y a una completa transformación de su política. Se reconcilió con Ezzo, reconoció los derechos de herencia y le dio los territorios reales de Kaiserswerth, Duisburgo así como Saalfeld en Turingia por renunciar al trono. También asoció a la dinastía ezónida con sus políticas orientales, y medió en el matrimonio de la hija de Ezzo, Riquilda, con el heredero al trono polaco Miecislao II Lampert.

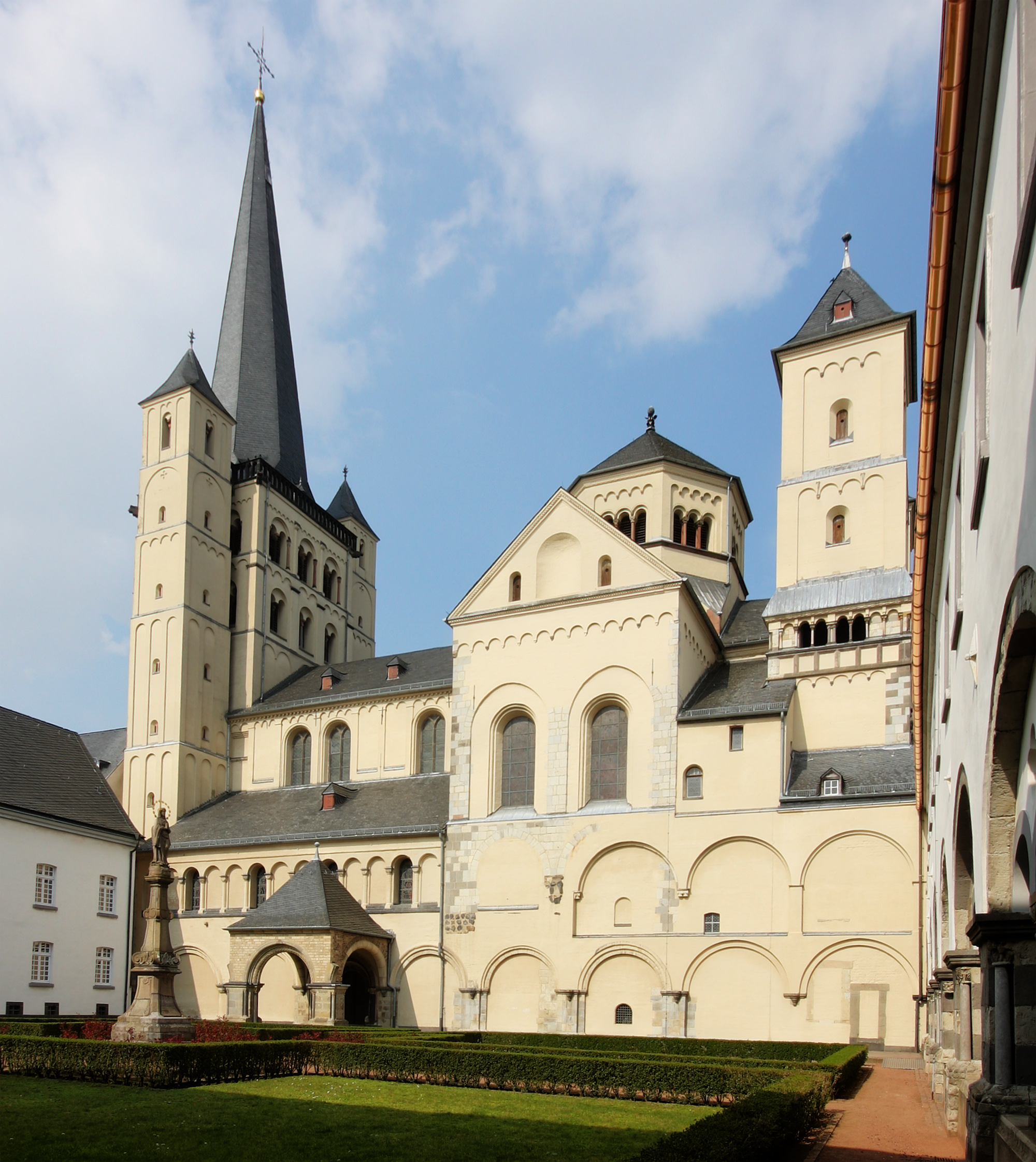
Iglesia de san Nicolás en la abadía de Brauweiler, fundada por Ezzo en 1024

Estas enormes concesiones territoriales hicieron de Ezzo uno de los príncipes más poderosos del Imperio. El creciente poder de Ezzo y el prestigio incrementado de su dinastía se vieron reflejados en la fundación de la familia, la abadía de Brauweiler, el lugar donde su matrimonio se había celebrado y cuya construcción comenzó después de un viaje de la pareja a Roma en 1024. El monasterio benedictino, que fue consagrado en 1028 por el arzobispo Peregrino de Colonia, iba a ser la tumba y el centro espiritual de la dinastía ezónida. El primer miembro de la familia enterrado allí fue la esposa de Ezzo, Matilde, que murió el 4 de noviembre de 1025.
Se sabe muy poco de la vida posterior de Ezzo, pero se nos dice que murió a avanzada edad en Saalfeld el 21 de marzo de 1034, y fue enterrado en Brauweiler.
Ezzo tenía una personalidad bastante impresionante, incluso si la narración de su vida y el desempeño de los cargos, escrita por el halagador autor de Fundatio monasterii Brunwilarensis puede ser exagerada. Fue muy activo en asuntos políticos cuando se referían a sus propios intereses y la posición de su casa, y donde él podía incrementar sus territorios y autoridad. Su hábil manejo de los favores de la emperatriz Teófano, el emperador Otón III y más tarde de Enrique II, son testimonio de su ambición personal y habilidad política.

## Descendencia

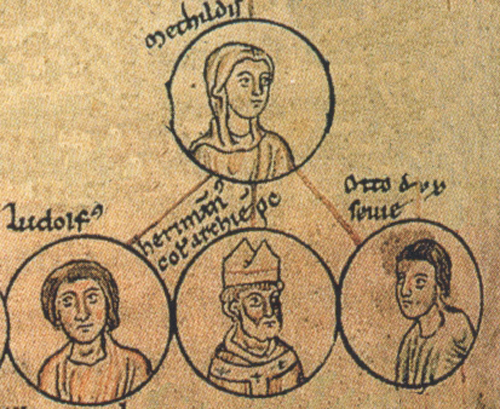
La esposa de Ezzo Matilde con sus hijos Liudolfo, Germán y Otón, Chronica sancti Pantaleonis (1237)

Ezzo y Matilde dejaron tres hijos y siete hijas. Los dos primeros hijos, Liudolfo y Otón tenían como finalidad perpetuar la dinastía mientras que el tercero Germán, fue criado para entrar en el clero. De las siete hijas sólo Riquilda se casó de manera destacada, mientras que las otras fueron colocadas en monasterios de los que todas se convirtieron en abadesas.
- Liudolfo (h. 1000-10 de abril de 1031), conde de Zütphen.
- Otón I (m. 1047), conde palatino de Lotaringia y más tarde duque de Suabia como Otón II.
- Germán II (995-1056), arzobispo de Colonia.
- Teófano (m. 1058), abadesa de Essen y Gerresheim.
- Riquilda (m. 21 de marzo de 1063), reina de Polonia, se casó con el rey Miecislao II Lampert.
- Adelaida (m. h. 1030), abadesa de Nivelles (Nijvel).
- Heylwig, abadesa de Neuss.
- Matilde, abadesa de Dietkirchen y Villich.
- Sofía, abadesa de santa María, Maguncia.
- Ida (m. 1060), abadesa de Colonia y Gandersheim (fundada en 852 por su antepasado Ludolfo, duque de Sajonia).

Después de la muerte de su esposa, Ezzo tuvo otro hijo llamado Enrique (1055-1093), más tarde abad de Gorze, con una concubina.